# Pangio
Pangio es un género de peces de la familia Cobitidae. En los primeros trabajos de taxonomía era denominado Acanthophthalmus. Es mejor conocido por la especie Pangio kuhlii que es deseada por los acuaristas.
Estos peces están mejor representados en las Islas Sunda, donde habitan 16 especies. Otras son de India y Myanmar.
Hay 32 especies reconocidas en este género:
- Pangio agma (M. E. Burridge, 1992)
- Pangio alcoides Kottelat & K. K. P. Lim, 1993
- Pangio alternans Kottelat & K. K. P. Lim, 1993
- Pangio ammophila Britz, Anvar Ali & Raghavan, 2012[3]
- Pangio anguillaris (Vaillant, 1902)
- Pangio apoda Britz & Maclaine, 2007
- Pangio atactos H. H. Tan & Kottelat, 2009
- Pangio bitaimac H. H. Tan & Kottelat, 2009
- Pangio borneensis
- Pangio cuneovirgata (Raut, 1957)
- Pangio doriae (Perugia, 1892)
- Pangio elongata Britz & Maclaine, 2007
- Pangio filinaris Kottelat & K. K. P. Lim, 1993
- Pangio fusca (Blyth, 1860)
- Pangio goaensis (Tilak, 1972) (Indian coolie-loach)
- Pangio incognito Kottelat & K. K. P. Lim, 1993
- Pangio kuhlii (Valenciennes, 1846) (Kuhli loach, coolie loach)
- Pangio lidi Hadiaty & Kottelat, 2009
- Pangio longimanus Britz & Kottelat, 2010
- Pangio longipinnis
- Pangio lumbriciformis Britz & Maclaine, 2007
- Pangio malayana (Tweedie, 1956)
- Pangio mariarum (Inger & P. K. Chin, 1962)
- Pangio muraeniformis (de Beaufort, 1933)
- Pangio myersi (Harry, 1949)
- Pangio oblonga (Valenciennes, 1846) (Java loach)
- Pangio pangia (F. Hamilton, 1822)
- Pangio piperata Kottelat & K. K. P. Lim, 1993
- Pangio pulla Kottelat & K. K. P. Lim, 1993
- Pangio robiginosa (Raut, 1957)
- Pangio semicincta (Fraser-Brunner, 1940)
- Pangio shelfordii (Popta, 1903) (Borneo loach)
- Pangio signicauda Britz & Maclaine, 2007
- Pangio superba (T. R. Roberts, 1989)